# رول‌پال
رول‌پال (به هلندی: Rolpaal) یک روستا در هلند است که در وستلاند واقع شده‌است. رول‌پال ۴۰ نفر جمعیت دارد.
رول‌پال در ۹ کیلومتری جنوب غرب لاهه قرار دارد.